# Statue-menhir de Pomarède
La statue-menhir de Pomarède est une statue-menhir appartenant au groupe rouergat découverte à la Fraisse-sur-Agout, dans le département de l'Hérault en France.

## Historique
La statue a été découverte en 1989 par Clément Mas lors de travaux agricoles. La statue-menhir est inscrite monument historique au titre d'objet depuis le 28 décembre 2015. Elle a été redressée de l'office du tourisme de Fraïsse-sur-Agout contre le mur.

## Description
La statue a été gravée sur une dalle de granite d'origine locale. Elle mesure 1,20 m de hauteur sur 1 m de largeur et 0,28 m d'épaisseur. Elle est complète mais très usée. Les seules gravures visibles sont une partie du baudrier et de la ceinture. C'est une statue masculine.